# Gènesi (Star Trek: La nova generació)
"Gènesi" (títol original en anglès "Genesis") és el dinovè episodi de la setena temporada, i el 171è de tota la sèrie, de la sèrie de televisió de ciència-ficció estatunidenca Star Trek: La nova generació. Es van emetre originalment el 21 de març de 1994 en redifusió als Estats Units. Va ser escrit per Brannon Braga  i dirigit per Gates McFadden, el seu únic crèdit com a directora.
Ambientada al segle XXIV, la sèrie segueix les aventures de la tripulació de la nau de la Flota Estel·lar de la Federació Enterprise-D sota el comandament del capità Jean-Luc Picard. En aquest episodi, el capità Jean-Luc Picard i Data tornen a l'USS Enterprise per descobrir que la resta de la tripulació ha des-evolucionat en formes de vida primitives, incloent-hi aranyes, amfibis i homes de les cavernes.

## Argument
Picard i Data abandonen l'Enterprise en una llançadora per recuperar un torpede fotònic que s'ha desviat del seu curs durant un exercici d'armes. Abans de marxar, Data deixa la seva gata embarassada, Spot, amb el tinent Barclay. Convençut que pateix una malaltia devastadora, l'hipocondríac Barclay visita la Dra. Crusher, que diagnostica un cas lleu de grip i li injecta una cèl·lula T sintètica per activar un dels seus gens latents que confereix immunitat. Poc després, els membres de la tripulació comencen a experimentar símptomes estranys; la consellera Troi sent fred i desenvolupa una set incontrolable, mentre que Riker té problemes per concentrar-se i Barclay es torna inquiet i massa enèrgic. Worf sent calor i es torna agressiu, intenta mantenir-se a prop de Troi i finalment la mossega a la galta. Tots dos són portats a la infermeria per rebre tractament; quan Crusher examina Worf i troba un sac de verí que li creix al coll, li escup verí àcid a la cara. Una Crusher greument ferida és posada en estasi, mentre Worf escapa. La infermera Ogawa adverteix al personal sènior que tothom a la nau està en perill.
Picard i Data tornen després de tres dies, després d'haver recuperat el torpede perdut, però troben la nau a la deriva, amb la seva energia principal desconnectada i escoltant sorolls inquietants com animals. sons per tota la nau. Un dels oficials del pont, l'alferes Dern és mort, esquinçat al seu seient, i la major part de la tripulació està des-evolucionant. Troi ha revertit a un amfibi; Riker a un Australopitec (home de les cavernes); i Barclay a una aranya. Data descobreix que una cèl·lula T sintètica ha envaït el codi genètic dels membres de la tripulació i ha activat els seus introns a l'atzar, fent que devolucionin. Picard aviat es veu superat per emocions irracionals de por i ansietat, cosa que indica que ha estat infectat, i Data suggereix que aviat podria convertir-se en un primat similar a un lèmur o un tití. Picard i Data tornen a les estances de Data i troben Spot i els seus gatets. La mateixa Spot s'ha transformat en una iguana; tanmateix, els gatets són normals. Data recomana que localitzin Ogawa, que també està embarassada, basant-se en la teoria que els anticossos del líquid amniòtic poden evitar que la infecció s'estengui.
Els dos troben Ogawa parcialment transformada en un simi i la porten a ella, a Riker i a Troi a la infermeria perquè Data pugui començar a treballar en una cura. Són interromputs per alguna cosa que intenta trencar la porta; s'adonen que Worf s'ha convertit en un depredador agressiu que intenta aparellar-se amb Troi. Mentre Worf intenta trencar les portes a la recerca de Troi, Data formula un esprai de feromones a partir de les secrecions de les seves glàndules. Picard s'escapa i utilitza l'esprai per atraure Worf per la seguretat de Data. Worf acorrala Picard a un tub de Jefferies, però Picard arrenca un cable d'alimentació i l'utilitza per electrocutar Worf fins a deixar-lo inconscient. Data formula un retrovirus eficaç i l'allibera al sistema de ventilació de la nau, fent que tothom torni a la normalitat.
Crusher descobreix que, a causa d'una anomalia en els gens de Barclay, els limfòcits T de la injecció que li va administrar van mutar, activant tots els seus gens latents i convertint-se en transmissibles d'una persona a una altra. Ella decideix anomenar la condició "síndrome de protomorfosi de Barclay" en honor al seu primer pacient confirmat.

## Artistes convidats
- Dwight Schultz - Lt. Reginald Barclay
- Patti Yasutake - Infermera Alyssa Ogawa
- Carlos Ferro - Alferes Dern
- Majel Barrett – Ordinador de l'Enterprise

## Premis
"Gènesi" va guanyar un Premi Emmy per "Assoliment individual destacat en la mescla de so per a una sèrie dramàtica".

## Recepció
"Gènesi" fa un ús intensiu de maquillatge, i el 1994 va rebre 10 nominacions als Emmy de "The Next Generation" per la seva destacada trajectòria individual en maquillatge per a una sèrie. Això inclou un per a Michael Westmore, qui va ser el supervisor de maquillatge de Gènesi'.
Keith DeCandido va qualificar Genesis a tor.com el 2013 com un episodi deficient de Star Trek: La nova generaciño. Va trobar la història estúpida i inversemblant, ja que es basa en una comprensió completament falsa de l'evolució i la genètica. Fins i tot si l'evolució inversa funcionés tal com s'afirma al guió, tots els membres de la tripulació humana haurien de regressar a la mateixa forma humana primitiva; una transformació en una aranya, en canvi, seria simplement impossible. DeCandido va citar l'excel·lent direcció de Gates McFadden com un petit punt a favor.
El 2017, Io9 va destacar que "Gènesi" era una de les històries de ciència-ficció més estranyes de la franquícia, i va assenyalar com diferents personatges es van convertir en criatures espantoses, com ara Worf convertint-se en un superklingon gegant que caçava altres tripulants.
El 2018, TheGamer va classificar aquest com un dels 25 episodis més esgarrifosos de totes les sèries Star Trek.
El 2020, GameSpot va destacar aquest episodi per tenir alguns dels moments més estranys de la sèrie, com ara l'aranya Barclay, l'esprai de verí de Worf i el simi Riker.
El 2020, el conservador sènior del Museu de la Cultura Pop va incloure aquest entre quatre episodis de la franquícia 'Star Trek' que suggerien veure durant la pandèmia.
El 2020, ScreenRant va dir que era "divertit de veure", però també un dels episodis més espantosos de Star Trek: La nova generació. El 2021, van dir que aquest era un dels episodis "clàssics" i "memorables" de la sèrie de televisió, i també l'únic crèdit de direcció de Gates McFadden.

## Llançaments en vídeo
Es va estrenar al Japó en LaserDisc el 9 d'octubre de 1998, com a part de la col·lecció de mitja temporada Log.14: Seventh Season Part.2. Aquest conjunt incloïa episodis des de "Cobertes inferiors" fins a la part II de "Totes les coses bones...", amb pistes d'àudio en anglès i japonès.